# 鉤藤屬
鉤藤屬(Uncaria)植物包括有鉤藤、華鉤藤等約70植物，屬於龍膽目茜草科，是一種開花的攀援状灌木，常以钩状的花序柄攀登於其他植物之上。原生於亞洲、非洲及南美洲等地的熱帶區域，大多有藥用價值，亦可作天然染料之用。
甘比爾（鉤藤gambir）是一種野生灌木，主要生長在中國，印度，馬來西亞和印度尼西亞。在一些亞洲地區，在南北緯線10度之間，它也在辣椒園中培育。要準備提取物，以兒茶鉤藤的樹葉和樹枝在水中煮沸。然後蒸發，直到糖漿獲得，然後攪拌下冷卻促進結晶。
属名Uncaria来源于拉丁词uncus，意为钩，指植物具刺状沟。

## 物种
本属包括以下物种：
- 毛钩藤 Uncaria hirsuta
- 北越钩藤 Uncaria homomalla
- 平滑钩藤 Uncaria laevigata
- 倒挂金钩 Uncaria lancifolia
- Uncaria lanosa
- 大叶钩藤 Uncaria macrophylla
- 钩藤 Uncaria rhynchophylla
- 侯钩藤 Uncaria rhynchophylloides
- 攀茎钩藤 Uncaria scandens
- 白钩藤 Uncaria sessilifructus
- 华钩藤 Uncaria sinensis
- 云南钩藤 Uncaria yunnanensis

## 中草藥
鉤藤及華鉤藤可入藥，可作為小儿的镇痉剂。